# 暁の鐘学園
社会福祉法人高塔会「暁の鐘学園」（あかつきのかねがくえん）は、福岡県北九州市にある児童養護施設。

## 暁の郷
暁の郷とは、福岡県北九州市若松区にある児童養護施設「暁の鐘学園」、及び同所にある児童家庭支援センター「Alba（アルバ）」、この2つの施設の総称となっている。

## 児童養護施設

### 施設の目的
当該施設は、保護者のいない児童、虐待されている児童その他環境上養護を要する児童を入所させて、これを養護し、あわせて退所した者に対する相談その他の自立のための援助を行うことを目的とする（児童福祉法第41条参照）。

### 施設の理念
「入所児童の最善の利益を尊重しつつ、擁護と自立(自律)を支援することで個の確立を図る。生活を通して、児童の意向やニーズの把握に努め、班担当制による小規模ケアを進めて、明るく・仲良く・家庭的な雰囲気の生活創りを目指す。」などとして、次の5項目を基本方針として、施設のホームページなどで明示している。
＜基本方針＞
- 安心感のある家庭的雰囲気の中での養育支援
- 年齢に応じた日常生活や精神的な発達支援
- 社会的自立に向けての生活支援
- 児童の家庭状況に応じた親子関係の再統合
- 地域福祉の貢献と推進

### 施設の起源・由来
福岡県若松市にある若松児童ホームは、1950（昭和25）年当時、海洋・港湾関係者の児童のみを受け入れしていた。このため秋田喜代太郎は1951（昭和26）年7月、同市北湊にあった赤レンガ倉庫（戦時中は兵舎及び八幡製鉄所の労働に動員された受刑者の宿舎。）を借り受けて、一般の児童も受け入れできる施設を設立した。当時当該倉庫内には、夜明けの時刻を知らせるために鳴らす大きな鐘があったことから、 秋田喜代太郎は設立した施設の名称を「暁の鐘学園」とした。

### 施設の概要
- 名称：暁の鐘学園
- 種別：児童養護施設
- 設立：1951(昭和 26)年7月[5]
- 住所：福岡県北九州市若松区青葉台西六丁目1番4号（暁の郷内）
- 創立者：秋田喜代太郎[5]
- 児童入所定員：34名[3]
- 職員数：28名（うち常勤25名）[3]
- 施設長：今川摩理（2024年9月着任[2]）

### 施設の有資格職員
当該施設には、養護教諭1名、認定心理士1名、中学教諭1名、精神保健福祉士1名、保育士12名、看護師1名、栄養士2名、調理師7名、幼稚園教諭１名、社会福祉主事9名などが在籍している（2021年4月現在）。なお、専門職員として家庭支援専門相談員、里親支援専門相談員、個別対応職員が既に配置されているものの、第三者評価機関からは入所児童の自立支援を進める職業指導員の配置、家庭支援専門相談員の増員などの指摘を受けていた。

### 施設・敷地の構成
暁の鐘学園を構成する建物及び敷地の概要は次のとおり。
＜建物＞
- 管理棟（地域交流スペースなど）：1棟
- 分園型グループホーム：3棟
- ユニット棟：4人×3棟
- 一時保護棟：1棟
- 子育て短期支援棟：6室

＜敷地＞
- 宅地部分：3268.86㎡
- 庭園部分：3887.00㎡

- 敷地全体：7155.86㎡

### 施設の特徴的取組
当該施設においての特徴的な取組みとしては次のものがある。
- 外部専門講師・スポーツ選手（井上康生[7]）などを招いての施設内講演・研修会等の開催
- 定例ボランティア団体との観光地宿泊、スキー、凧作りなど
- 近隣の高齢者宅への訪問や家庭的生活体験学習の実施
- 班別体験学習や児童自治生活の展開
- 地域から要請があった際、施設を小学校の駐車場ないし避難場所とする取組み

### 施設の応援歌
日本音楽著作権協会の会員で福岡県北九州市に住む作詞家の勇福子及び作曲家の福島一見が1991年、暁の鐘学園に当該施設の応援歌を提供した。このことについて当時の施設長の秋田義治は、「子どもたちは自分たちの歌ができたと大喜びです。子どもたちが世の中に出ても応援歌として歌ってくれるでしょう。」と謝意を表していた。

## 施設の移転

### 着工・竣工の年月
- 着工の年月：2022年9月[9]
- 竣工の年月：2023年7月[9]

### 移転の完了日
- 高塔会（暁の鐘学園）のホームページの沿革の欄においては、2023（令和5）年8月10日とある[2]。
- 高塔会の「2024年事業計画」7頁では[9]、2023年「8月10日落成式、オープニングフェスティバルを開催。翌8月11日より入所児童は新しい施設での生活を始めました。」との記載がある。
- 登記上の移転日は2023年9月10日である（登記申請日：同月20日[10]）

### 新旧の住所
- 過去の所在地：福岡県北九州市若松区大字小竹2291番地3号
- 現在の所在地：福岡県北九州市若松区青葉台西六丁目1番4号 [6]

## 自立援助ホーム

### ホームの概要
自立援助ホームとは義務教育終了後15歳から20歳までの家庭がない少年・少女や、家庭にいることができない少年・少女が入所して、自立を目指す施設である。
- 名称：自立援助ホーム「ルーチェ」
- 開設：2023年９月
- 所在：福岡県北九州市若松区大字小竹2291番地3号（旧：暁の鐘学園所在地）
- センター長1名
- 担当の職員3名

### エミュー事業
- 高塔会は2023年8月まで、福岡県北九州市若松区大字小竹2291番地3号の土地（200万円程度の土地）を無償で借り受けて児童養護施設暁の鐘学園の運営していたが、同学園が現在の地（同区青葉台西）に移転したことから、同地で自立援助ホーム「ルーチェ」を開設した。これに連動して、高塔会は同地を1,200万円もの高値で購入したうえで、同地の一部を日本エコシステム株式会社（本社：福岡県朝倉郡）に無償で貸し与えた[11]。
- 当該会社はルーチェに入所する児童や近隣住民とのふれあいを目的として、エミューの飼育（営利事業）を開始したが、近隣住民からはこれに反対する署名運動が起きていた[11]。

## 児童家庭支援センター

### センターの概要
児童家庭支援センターとは全国に130ヶ所以上ある子育て中の家庭を対象とした相談事業所で、高塔会では2023年に、北九州市役所の委託を受けて4名体制で設立した。
- 名称：児童家庭支援センターAlba（アルバ）
- 住所：住所：福岡県北九州市若松区青葉台西六丁目1番4号（暁の郷内）
- 開設：2023年4月[12]
- センター長1名
- 担当の職員3名（相談支援担当2名、心理療法等担当1名）

### 主な事業の内容
- 地域・家庭からの相談に応ずる事業
- 北九州市役所の求めに応ずる事業
- 児童相談所などからの受託による指導
- 里親などへの支援
- 関係機関などとの連携・連絡調整

## 暁の郷の沿革
- 1951（昭和26）年7月 -秋田喜代太朗が福岡県若松市北湊に施設を設立した[2]。
- 1952（昭和27）年5月 - 養護施設（児童入所定員134名）として認可を受けた[2]。
- 1957（昭和32）年4月- 児童入所定員が70名となった[2]。
- 1962（昭和37）年2月 - 福岡県若松市修多羅に施設を移転した[2]。
- 1964（昭和39）年12月 - 児童入所定員が34名となった[2]。
- 1978（昭和53）年6月 - 社会福祉法人として認可された[2]。
- 1988（昭和63）年12月 - 福岡県北九州市若松区大字小竹に施設を移転した[2]。
- 1989（平成1）年4月 - 児童入所定員が40名となった[2]。
- 2005（平成17）年4月 - 男子児童向けの小規模グループホームを開設した[2]。
- 2009（平成21）年6月 - 女子児童向けの小規模グループホームを開設した[2]。
- 2009（平成21）年12月 - 集会室、食堂を改修したほか図書室を新設した[2]。
- 2011（平成23）年9月 - 地域交流室、心理室、箱庭療法室棟を新設した [2]。
- 2017（平成29）年8月 - 西田稔夫理事長が死去したため、その後任に安田廣海が着任した[5][13]。
- 2019（令和1）年6月 - 北九州児童養護施設虐待事件が原因となり、暁の鐘学園は誹謗中傷を受けた[14]。
- 2021（令和3）年1月 - 暁の鐘学園の宮崎宏幸施設長が退任し、その後任に島田清が着任した[15][注釈 1]。
- 2021（令和3）年6月 - 高塔会の安田廣海理事長が退任し、その後任に西田一北九州市議会議員が着任した[16][17]。
- 2022（令和4）年2月 - 施設長が有期雇用契約でない職員に対して発作的な解雇通知をした[18]。
- 2022（令和4）年2月 - 暁の鐘学園の常勤職員25名は労働組合を結成した[18]。
- 2023（令和5）年4月 - 児童家庭支援センター（アルバ）を新設した[6][12]。
- 2023（令和5）年8月 - 施設は現在の地である福岡県北九州市若松区青葉台西に移転した[6][19]。
- 2023（令和5）年9月 - 自立援助ホーム（ルーチェ）を開設した[2]。
- 2023（令和5）年9月 - 地域小規模児童養護施設について西田理事長が市役所職員を恫喝した[20][21][22]。
- 2023（令和5）年11月 - 西田理事長が、北九州市長の公用車のナンバープレートをSNSで晒した[23][24]。
- 2023（令和5）年12月 - 柔道の金メダリストの井上康生さんが施設を訪問した[7]。
- 2024（令和6）年4月 - 暁の鐘学園の島田清施設長が退任し[注釈 1]、その後任に浜田昇が着任した[25]。
- 2024（令和6）年4月 - 島田清は[注釈 1]、高塔会の児童家庭支援センター長に就任した[11]。
- 2024（令和6）年4月 - 双葉会側は西田理事長側に対して、双葉学園内にある西田所有の選挙資材の搬出を求めたが、西田側はこれを拒否したことが判明した[26]（西田は元双葉会の理事[27][28]）。
- 2024（令和6）年6月 - 西田理事長が市議会でトンチンカンな質問を連発したことが判明した[29][30]。
- 2024（令和6）年6月 - 島田清は業務執行理事職及び児童家庭支援センター長職を退任し高塔会を完全に去った[11]。
- 2024（令和6）年8月 - 西田一は理事長職（及び理事職）を退任し、その後任に押川剛が着任した[2][11]。
- 2024（令和6）年9月 - 暁の鐘学園の浜田昇施設長が退任し（任期半年）、その後任に今川摩理が着任した[2]。
- 2025（令和7）年2月 - 高塔会は島田清及び西田一を被告とする民事訴訟を福岡地方裁判所小倉支部に提起した[11]。

## 運営法人

### 法人の目的
当該法人の定款には、「多才な福祉サービスがその利用者の意向を尊重して総合的に提供されるよう創意工夫することにより、利用者が心身ともに健やかに育成され、また、個人の尊厳を保持しつつ、自立した生活を地域社会において営むことができるよう支援すること。」を、目的としていると掲げている。

### 法人の概要
- 設立日：1951年7月[2]
- 認可日：1978年6月26日[2]（但し登記上の法人成立:1978年12月16日[10]）
- 移転日：2023年8月10日 [2]（但し登記上の移転の日:2023年9月10日[10]）
- 所在地：福岡県北九州市若松区青葉台西六丁目1番4号（暁の郷内）

- 法人の正式名称：社会福祉法人高塔会
- 法人の理念：「わたしたちは、ともに人を大切にし、助け合う心を育てる。」[6]
- 法人の資産：5億3,773万円（2023年3月現在[10]）

### 2024年の退任
押川剛は2024年6月～9月、理事会などにおいて不正事案（幹部の民間業者との癒着など）を追及した。これにより同年6月に島田清業務執行理事（兼施設長）、同年8月に西田一理事長、同年9月に浜田昇施設長を退任させた（実質的な更迭）。ちなみに、西田と浜田は双葉会の出身者で、押川剛の中学校時代の体育教師が島田であった。

## 民事訴訟

### 法人の被害の一例
- 西田一理事長及び島田清業務執行理事（兼施設長）は2020年3月、旧施設があった実質200万円程度の不動産（福岡県北九州市若松区小竹所在）を、1,200万円もの高額で購入したうえで、日本エコシステム株式会社（本社：福岡県朝倉郡）に無償で貸しわたした。その後、同社はエミューの飼育（営利事業）を開始したものの、これに対し地域住民から反対する署名運動が起きていた[11]。
- 西田一理事長及び島田清業務執行理事（兼施設長）は2024年、月々の家賃が10万円程度の戸建て住宅を、20万円もの高額な家賃で賃貸契約を締結した。そのうえで、当該戸建て住宅を地域小規模児童養護施設として活用する事業計画を早々に打ち出した。しかし、当該戸建て住宅が所在する地域が、都市計画法上の地区計画制限区域であったため、この計画は立案直後に破綻していたものの、両理事は高額な当該賃貸契約を解約することなく放置した[11]。
- 2024年度において、400万円を超える業務委託契約を競争入札していないケース、契約書や請書の作成、相見積りの徴取がされていないケースがあったほか[32]、160万円を超える物品等の買い入れ等の際、理事会の決定を経ていないケースがあった[32]。

### 両理事の退任の経緯
- 押川剛は2024年6月4日、島田清業務執行理事（兼施設長）に対し不正事案（民間業者との癒着等）について追及した。すると当該理事は、その翌日から発作的に出勤しなくなったうえ、同月11日から3日間にわたり複数名の高塔会職員と海外旅行をした[11]。その旅行期間中、同月末日まで当該理事が病気休暇を取得する旨の申請書（同月10日付けの診断書付き）が、郵送にて高塔会に到着した。最終的に当該理事は同月末日付けで高塔会を完全に去った[11]。
- 他方、2024年8月の理事会などにおいて、不正事案（民間業者との癒着等）について追及を受けていた西田一理事長については、同月7日付けで理事長職の解職を決議し、その翌日には理事職も解任した[11]。

### 民事訴訟の提起等
- 高塔会の押川剛新理事長は2025年2月28日、島田清及び西田一を被告とする民事訴訟（事件番号令和7年(ﾜ)第166号損害賠償請求事件）を、福岡地方裁判所小倉支部（第三民事部三浦あや裁判官206号法廷）に提起した[11]。

- 高塔会の押川剛新理事長は2025年3月、前述の訴訟と並行して島田清及び西田一の脱税及び刑法犯罪について、小倉税務署及び福岡県警若松警察署に告発すべく準備を進めている[11]。

## 労働組合

### 結成の経緯
- 施設長が2022（令和4）年2月4日、有期雇用契約でない職員に対して「3月末まで年休を使って下さい。」「来年度は更新しません。」などと言い、同年3月末に解雇すると発作的に通知した。
- 当該職員がその理由を問い質しても、施設長は「総合的な判断で行いました。」「園（暁の鐘学園）の展望からです。」などと意味不明な回答をするのみであった[18]。

### 組合の概要
- 結成日：2022（令和4）年2月8日

- 名　称：自治労・全国一般評議会・高塔会児童養護施設暁の鐘学園分会[18]

- 組合員：常勤職員25名

### 要求の概要
当該労働組合は結成後、西田理事長に対して団体交渉を申込み次の事項を要求した。
- 2022年2月4日の解雇通知について白紙撤回し謝罪すること。
- 高塔会の就業規則、賃金規定、退職金規程、雇用契約書について明示すること。
- 任用書に明記されているにも係わらず、4年間にもわたり不支給となっている「通勤費」を全額支給すること。

## 地域小規模児童養護施設

### 施設の概要
- 地域小規模児童養護施設（グループホーム）とは、比較的小規模（1ホームの定員6名程度）な児童養護施設である[33][34]。

- 児童養護施設（本体）に入所する児童の一部が、職員間の連携が確保可能な程度離れた地域の戸建て住宅などにおいて、施設職員の援助を受けながら、家庭的な養育形態のなかで共同生活をする小規模施設である[33][34]。

### 背景・計画
- 西田高塔会理事長が過去理事をしていた双葉会（双葉学園）においては、2022年以降、中古の戸建て住宅の提供を受け既に3棟の地域小規模児童養護施設を開設していた[35]。
- 当該施設と同じ若松区にある若松児童ホームでは小規模児童養護施設を3棟開設したほか[4]、同市門司区では門司ヶ関学園で2棟、天使育児園で既に4棟も開設するなど[36]、同市内にある多くの児童養護施設において近年小規模児童養護施設の開設が相次いでいた。
- 他方、高塔会の2022年度及び2024年度の「事業計画」（中長期計画の行動指針に基づく施設整備計画）では、地域小規模児童養護施設を2023年度に1棟、2024年度に1棟開設する計画となっている[6][9]。

### 進捗の状況
福岡県北九州市若松区在住の夫婦から高塔会に対して、当該夫婦が管理する「戸建住宅を児童養護施設として活用してほしい。」とする旨の申出があった。しかし、次の事情から小規模児童養護施設の開設を、高塔会のホームページ上で発表するまでには至っていない（2024年8月現在）。
- 北九州市役所子ども家庭局は申出に沿う方向で検討に入った直後、当該住宅が立地する地域では、都市計画の関係法令上、当該戸建住宅を児童養護施設の用途として使用することが禁止されている地域であることが判明した[20][26]。
- 市役所は2023年９月議会決算特別委員会（局別審査）の第2分科会において、当該戸建住宅は関係法令上、養護施設の用途で使用できない旨を高塔会の理事長でもある西田一市議会議員に対して答弁したところ、西田は市役所子ども家庭局の担当課長をその場で恫喝した[20][21][26]。
- 西田が市役所職員を恫喝した翌22日、西田と同じ自由民主党無所属の会議員団会派である、戸町武弘団長代行と鷹木研一郎副団長の2名は、市役所を訪問し小笠原圭子子ども家庭局長と面会のうえ、西田の前日の言動について謝罪した[22][26]。

### 市役所とのやりとり
- 西田が市役所職員を恫喝した翌10月、武内和久北九州市長が西田の所属する会派の要望を聞き取る会合をキャンセルした。
- 西田は自身のＸ（旧:Twitter）において、「市長がドタキャンした。」などとツイートした[23]。
- 西田のツイートには市長の公用車の車種及びナンバープレートの番号等がはっきりわかる写真が添えられていた[23]。
- 副市長が当該ツイートの削除を依頼したが、西田は「行政からの表現に対する弾圧。」などと言って、これを拒否した[24][37]。

### 市議会での一般質問
西田は、北九州市議会の令和6年6月定例会の一般質問において、60分にわたり次の3点について質疑したいと、事前に北九州市議会事務局に届けていた。
- 少子化対策を踏まえた本市の若者支援について
- 地域小規模児童養護施設の地区計画における課題について
- 北九州市立大学情報イノベーション学部について

しかし、西田は質問の途中で急遽上記の2項目目の「地域小規模児童養護施設」に関する質問を取りやめて、60分にわたって事前に届けていた他の2項目についてのみ質問した。そのためか当該質問は、「あなたは、『孟母三遷』（もうぼさんせん）を知っていますか。」「ヤングケアラーがいるが、この問題はどこに問い合わせたら良いのか。」など、誰でも知っているような一般知識、又は北九州市役所のホームページを見れば明記してあるような事項について質問を連発した。

## 高塔会への誹謗・中傷

### 北九州児童養護施設虐待事件の概要
北九州児童養護施設虐待事件における児童虐待は次に示す12件の事件から構成されている。
- 事件発生数：12件
- 被害児童数：13名（男子：11名・女子：2名）
- 発生の時期：2015年～2024年
- 被害発生場所：主に児童養護施設内（居室・脱衣場及び宿直室）等

| 児童虐待事件の概要 | 児童虐待事件の概要 | 被害者児童 | 被害者児童 | 加害者   | 加害者   | 加害職員の顛末 | 加害職員の顛末 |
| 事件の種類         | 発生件数           | 男子児童   | 女子児童   | 男性職員 | 男子児童 | 逮捕者         | 退職者         |
| ------------------ | ------------------ | ---------- | ---------- | -------- | -------- | -------------- | -------------- |
| 性的虐待           | 9件                | 8名        | 2名        | 3名      | 3名      | 2名            | 3名            |
| 身体的虐待         | 3件                | 3名        |            | 1名      |          |                | 1名            |
| 合計               | 12件               | 11名       | 2名        | 4名      | 3名      | 2名            | 4名            |

※上記についての仔細は「北九州児童養護施設虐待事件」を参照。

### 北九州児童養護施設虐待事件の原因
- 西田一高塔会理事長の妹は、双葉学園において児童虐待の再発防止策の履行を１年以上も懈怠したことから、その後新たに発生した児童虐待10件（北九州児童養護施設虐待事件）の発覚が2019年まで遅れることとなった[38]。
- 当該妹は「事件は加害職員の性的嗜好（同性愛者であった職員及び男子児童）の問題。」「施設も被害者。」などと誤った発言を連発したことから、西田理事長が出席する2019年9月の北九州市議会においても当該妹の発言が問題となった[38][39]。
- 当該妹は、男性指導員（児童指導員）が強制性交などにより2019年に逮捕されたことで、翌年双葉学園の施設長職を解任された。このため現在では、双葉学園みのりにおいて主任職の児童指導員を務めていたものの、ここでは別の男性指導員（児童指導員）が、性的姿態撮影処罰法違反の容疑で2024年に逮捕された[40]。

### 高塔会が誹謗・中傷を受けた経緯
- 福岡県北九州市で2019年6月、北九州児童養護施設虐待事件が発覚した[注釈 2]。
- 当該虐待報道において、加害者の男性職員Xが勤務する児童養護施設の名称は当初は報道されなかった。
- インターネット上では男性職員Xが勤務する施設として、双葉学園及び暁の鐘学園の2施設が名指しされた。

### 高塔会理事長の告知内容及び期間
暁の鐘学園を運営する高塔会はホームページにおいて、理事長名で次の告知をした。
- 標目：「インターネット上での施設入所児童への性的虐待事件に関する記事の誤りについて」[14]。

- 内容：「（前略）今回の事件は、他の施設で発生した事件であり、当園とは一切関係ありません。現在、警察・行政機関等への報告・相談を行い、関係各所から助言・指導を受け対応に当たっております。また、該当記事の削除依頼を行うとともに、損害賠償も含めた法的対応も視野に入れていくよう検討しております（後略）[14]」。
- 期間：2019年6月から2023年9月。
- 備考：本ページ（暁の鐘学園）がWikipedia上で立項された2023年９月、高塔会は上記告知を削除した[14]。

### 事件の加害者である男性職員の略歴
- 男性職員Ｘは[注釈 2]、1994年から2011年3月までの7年もの間、暁の鐘学園において児童指導員として勤務していた[41]。
- 男性職員Xの自宅は入職当時暁の鐘学園の敷地内にあった[42]。
- 男性職員Xは2009年2月、暁の鐘学園近くにある新築の戸建住宅に引っ越した[42]。
- 男性職員Xは2011年4月、人事交流のため双葉学園に異動となった[41]
- 当時双葉学園の児童指導員であった浜田昇（暁の鐘学園の元施設長）は2011年4月、人事交流により暁の鐘学園に異動となった。
- 2011年当時、双葉学園を運営していた双葉会及び暁の鐘学園を運営していた高塔会、双方の理事長は、西田一の実父の西田稔夫であった[5][13][17][43][44]。